# Mato (rijeka)
Mato je rijeka u Venezueli, pritoka rijeke Caure. Pripada porječju rijeke Orinoco.